# Cigaritis rukma
Cigaritis rukma is een vlinder uit de familie van de Lycaenidae. De wetenschappelijke naam van de soort is voor het eerst gepubliceerd in 1889 door Lionel de Nicéville.
De soort komt voor in India (Sikkim).